# Пушкіне (Курманський район)
Пу́шкіне (до 1948 року — Цареквічи; крим. Tsarekviçi, чеськ. Carekvyč; до 1862 — Курма́н-Кєлічі́, крим. Qurman Keliçi) — село Курманського району Автономної Республіки Крим.
Відстань від райцентру до населеного пункта становить 5 кілометрів по прямій.

## Історія
Село Курман-Кєлєчі відомо з часів Кримського ханства, в останній його період село входило до Орти Чонгарського кадилик Карасубазарського каймаканства, перша документальна згадка села зустрічається в Камеральному Описі Криму… 1784 року.
У 1862 році, в спорожнілому внаслідок політики російської адміністрації селі 67 вихідцями з Чехії на 878 десятинах виділеної землі було засновано колонію Цареквіч. Назва відображає «вірнопідданські почуття» щодо царя Олександра II.
18 травня 1948 року Указом Президії Верховної Ради РРФСР Цареквічі перейменували на Пушкіне.
У 2023 році у проєкті Постанови Верховної Ради України «Про перейменування деяких населених пунктів Автономної Республіки Крим» село запропоновано перейменувати на Курман-Келічі.

## Відомі люди
- Лопатіна Зоя Яківна — Герой Соціалістичної Праці.